# Ramularia asteris

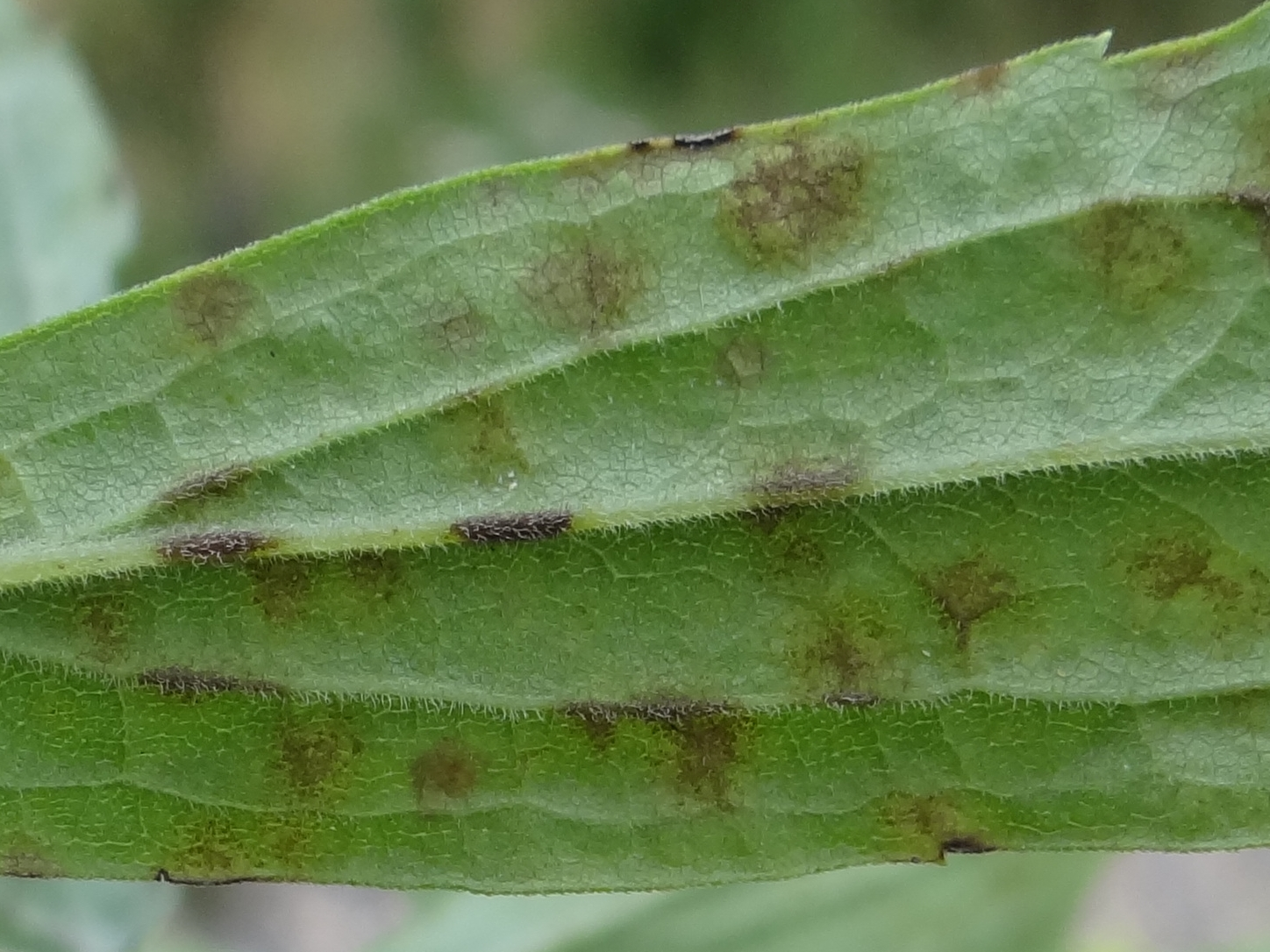
Plamy na dolnej stronie liścia nawłoci późnej

Ramularia asteris (W. Phillips & Plowr.) Bubák – gatunek grzybów z klasy Dothideomycetes. Grzyb mikroskopijny pasożytujący na niektórych gatunkach roślin z rodziny astrowatych. Powoduje u nich plamistość liści.

## Systematyka i nazewnictwo
Pozycja w klasyfikacji według Index Fungorum: Ramularia, Mycosphaerellaceae, Capnodiales, Dothideomycetidae, Dothideomycetes, Pezizomycotina, Ascomycota, Fungi.
Po raz pierwszy takson ten zdiagnozował w 1877 r. W. Phillips i Ch.B. Plowright nadając mu nazwę Fusidium asteris. Obecną, uznaną przez Index Fungorum nazwę nadał mu František Bubák w 1908 r.
Holotyp: Aster tripolium.
Synonimy:
- Fusidium asteris W. Phillips & Plowr. 1877
- Ramularia asteris (W. Phillips & Plowr.) Bubák (1908) var. asteris
- Ramularia asteris var. latispora U. Braun 1998

## Morfologia
Objawy na liściuW miejscach rozwoju grzybni Ramularia asteris na liściach roślin tworzą się w zarysie mniej więcej owalne lub okrągławe plamy o średnicy 0,5–10 mm, ograniczone nerwami liścia. Początkowo są jasnozielone, potem coraz ciemniejsze: żółtawoochrowe, brązowe, bez obrzeży, lub z ciemniejszym obrzeżem. Sąsiednie plamy zlewają się z sobą, przy silnym porażeniu duża część, lub cały liść ulega przebarwieniu (nekrozie).
Cechy mikroskopoweGrzybnia rozwija się w tkance miękiszowej wewnątrz liści. Na dolnej stronie liści, rzadko na górnej, tworzy się w niektórych miejscach (punktowo) gęsty, białawy do bladożółtawo-ochrowego nalot, złożony z konidioforów i zarodników konidialnych. Strzępki hialinowe, septowane, słabo rozgałęzione, o średnicy 1–4 μm. Tworzą małe lub średniej wielkości podkładki o średnicy 10–50 μm, złożone z nieco nabrzmiałych, bezbarwnych strzępek o średnicy 2–6 μm. Z podkładek wyrastają w pęczkach dość długie, wyprostowane lub sinusoidalnie wygięte konidiofory o rozmiarach 5–85 × 2–7 μm. Są septowane, 1–4-komórkowe, hialinowe do bladozielonkawych, gładkie, o wierzchołkach zaokrąglonych lub nieco spiczastych. Blizny po konidiach nieco pogrubiałe, ciemne. Konidia tworzą się w łańcuszkach, czasami rozgałęzionych. Są elipsoidalno-jajowate, do cylindrycznych, hialinowe, gładkie lub nieco szorstkie, mają długość (8–) 15–40 (–55) μm i szerokość (2–) 3–5 (–6) μm.

## Występowanie
Występuje w Azji, Europie i Ameryce Północnej.
Zanotowano występowanie na gatunkach roślin zaliczanych do rodzajów: aster (Aster), ożota (Galatella), doględka (Grindelia), Heteropappus, rudbekia (Rudbeckia), nawłoć (Solidago). W Polsce rodzaj Ramularia należy do słabo zbadanych. Do 2003 r. notowano występowanie R. asteris tylko na astrze gawędka (Aster amellus).